# Thoracistus
Thoracistus is een geslacht van rechtvleugeligen uit de familie sabelsprinkhanen (Tettigoniidae). De wetenschappelijke naam van dit geslacht is voor het eerst geldig gepubliceerd in 1888 door Pictet.

## Soorten
Het geslacht Thoracistus omvat de volgende soorten:
- Thoracistus arboreus Rentz, 1988
- Thoracistus aureoportalis Rentz, 1988
- Thoracistus jambila Rentz, 1988
- Thoracistus peringueyi Pictet, 1888
- Thoracistus semeniphagus Rentz, 1988
- Thoracistus thyraeus Rentz, 1988
- Thoracistus viridicrus Rentz, 1988
- Thoracistus viridifer Walker, 1869